# Ulrich Kraus

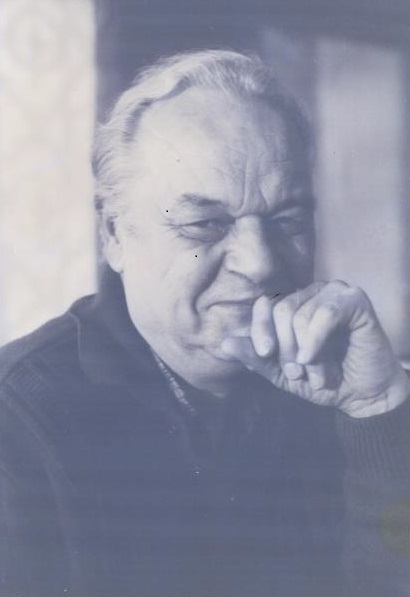
Ulrich Kraus, 2018

Ulrich Kraus (* 15. Dezember 1940 in Tübingen; † 3. November 2020 in Walchstadt am Wörthsee) war ein deutscher Tonmeister und Hochschullehrer.

## Leben und Wirken
Ulrich Kraus war ein Enkel des Tenors Ernst Kraus und Neffe des Dirigenten und Generalmusikdirektors Richard Kraus. In den Wirren der letzten Kriegsjahre kam er als Halbwaise über Stationen in Berlin und der Schweiz in das Internat der Regensburger Domspatzen und verlor kurz darauf auch seine Mutter. In der Ära von Theobald Schrems übernahm er zahlreiche Solopartien als Knabensopran. So sang er beispielsweise 1954 die Rolle der Gretel in Humperdincks Oper Hänsel und Gretel in Aufführungen in Regensburg und München. 1955 spielte er die Hauptrolle in dem Spiel- und Dokumentarfilm Die Regensburger Domspatzen – Du bist nicht allein. Nach dem Stimmbruch interessierte sich Kraus noch während seiner Zeit bei den Domspatzen für die aufkommende Tonaufnahmetechnik. Mit Unterstützung seines Mentors Franz Lehrndorfer konnte er so bereits damals Tondokumente der Regensburger Domspatzen für die Nachwelt erhalten und legte gleichzeitig den Grundstein für seinen weiteren Werdegang.
Nach dem Abitur absolvierte Kraus die Tonmeisterschule in Nürnberg und ab 1962 ein Studium der Kirchenmusik an der Musikhochschule München, wo er anschließend insgesamt 39 Jahre lang im Lehrkörper und als Professor in den Bereichen Akustik sowie als Verantwortlicher für das Seminar für Funk und Fernsehen tätig war.
Gleichzeitig war Kraus als fest angestellter Tonmeister beim Bayerischen Rundfunk tätig. Für Lorin Maazel richtete Kraus im Münchner Herkulessaal das erste digitale Tonstudio Deutschlands ein. In den frühen 1980er Jahren realisierte er für den Bayerischen Rundfunk im Tonstudio der Musikhochschule die ersten Digitalaufnahmen, noch bevor der BR selbst über die entsprechende Technik hierzu verfügte. Er wirkte unter anderem bei Produktionen wie den Carl-Orff-Sprechplatten, allen Aufnahmen der Gruppe Between, der Ligeti-Streichquartette, sowie der meisten CDs von Wilfried Hiller und Enjott Schneider mit.
Nach seiner Emeritierung Ende 2005 betrieb Kraus in seinem Haus in Walchstadt am Wörthsee bis zu seinem Tod weiterhin ein freiberufliches Tonstudio, in dem ebenfalls zahlreiche Produktionen entstanden. Dabei arbeitete er mit zahlreichen renommierten Musikern und Komponisten zusammen, die ihn als Tonmeister und Produzenten wertschätzten, so zum Beispiel der Pianist Roger Woodward.
Kraus starb unerwartet am 3. November 2020 in seinem Haus in Walchstadt am Wörthsee.

## Hörspiele
- 1981: Ferdinand Rosner: Passio nova (2 Teile) (Technische Realisierung) – Regie: Stefan Rinser (Hörspielbearbeitung – BR)